# Olaf Schwencke
Olaf Schwencke (* 27. Januar 1936 in Pinneberg) ist ein deutscher Politiker (SPD) und ehemaliger Abgeordneter des Deutschen Bundestages.

## Leben und Wirken
Schwencke absolvierte nach der Mittleren Reife von 1953 bis 1955 eine Ausbildung zum Schiffsmaschinenschlosser. Anschließend besuchte er von 1955 bis 1958 mit Erfolg ein Abendgymnasium. Danach studiert er von 1958 bis 1964 die Fächer Germanistik, Pädagogik, Theologie und Soziologie an den Universitäten in Hamburg, Cleveland (USA) und Berlin. Schwencke wurde 1967 an der Universität Hamburg mit einer Dissertation zum Thema Glossierung alttestamentlicher Bücher in der Lübecker Bibel von 1494 promoviert. In den Jahren von 1965 bis 1969 erhielt er Forschungsstipendien.
Seit 1969 war Schwencke als Studienleiter an der Evangelischen Akademie Loccum tätig und für Kultur-, Bildungs- und Gesellschaftspolitik verantwortlich. Schwencke – Mitglied der SPD seit 1960 – war von 1966 bis 1970 Abgeordneter im Kreistag Pinneberg. Von 1972 bis 1980 gehörte er als SPD-Abgeordneter dem 7. Deutschen Bundestag sowie dem 8. Deutschen Bundestag an.
Schwencke war Präsident der Kulturpolitischen Gesellschaft, Mitglied der Parlamentarischen Versammlung des Europarates und  danach in der Legislaturperiode nach der ersten Direktwahl Mitglied im Europäischen Parlament.

## Veröffentlichungen (Auswahl)
- Gesetz kann werden, was Kultur ist. In: Caroline Y. Robertson-von Trotha (Hrsg.): Kultur und Gerechtigkeit. (= Kulturwissenschaft interdisziplinär/Interdisciplinary Studies on Culture and Society, Bd. 2). Baden-Baden 2007, ISBN 978-3-8329-2604-5.
- X-Change: Austausch und Dialog in der Weltgesellschaft. In: Caroline Y. Robertson-von Trotha (Hrsg.): Europa in der Welt – die Welt in Europa. (= Kulturwissenschaft interdisziplinär/Interdisciplinary Studies on Culture and Society, Bd. 1). Baden-Baden 2006, ISBN 3-8329-1934-1.